# Baldellou
Baldellou (en catalán ribagorzano: Valdellou) es un municipio y población de España, perteneciente a la Comarca de la Litera, al este de la provincia de Huesca, comunidad autónoma de Aragón, a 114 km de Huesca. Tiene un área de 30,42 km² con una población de 103 habitantes (INE 2013) y una densidad de 3,81 hab/km². 
Situado en la Llitera Alta, junto al río del Molí del Pubill (proximidades del embalse de Santa Ana).

## Geografía
El municipio de Baldellou limita con Castillonroy, Camporrells, Nachá, Ivars de Noguera y Os de Balaguer.

## Historia
El origen del nombre es, según algunos historiadores, Val de Lou ("Valle de lobos"). Baldellou, situada a 460 m y con 143 habitantes, según censo de 2001, ocupa una extensión de 30,4 km² en la comarca de la Litera Alta. Perteneciente a la provincia de Huesca, Baldellou dista 129 km de la capital provincial y se encuentra al pie carretera local HU-930 enlazando con la N-230 por Castillonroy en el sur y Saganta en el norte.
Los primeros documentos son del año 1090. La cabecera municipal se sitúa junto al barranco del Molí del Pubill. La reconquista de estas tierras se debe a Giraldo II de Cabrera, vizconde de Áger, hacia el año 1092.
En 1194, su descendiente Ponce II de Áger las entregó a su esposa Marquesa, hija del conde de Urgel. Según A. Castillo Velilla en su obra "Rincón de Aragón", su nombre actual deriva del catalán "vall del llop" o Valle del Lobo, y era propiedad del conde de Robres.
En 1443 se llama "Vall del Llop", agrupando 24 hogares en 1495. Este señorío, y el de Sangarrén pertenecían a los López de Mendoza desde el siglo XV, siendo Bernardo Pons Turell el primer conde de Robres en 1646, título obtenido mediante la boda con la dueña de aquellas poblaciones.
El casco urbano de Balldellou se aglomera en un pequeño promontorio que emerge de una depresión amplia, en territorio de secano de la Litera Alta. Estéticamente, es un conjunto urbano notable, en especial la panorámica de poniente, la plazuela que separa la iglesia románica y la torre señorial y las calles de Abajo, Medio y Arriba, repletas de portadas fechadas entre los siglos XVI y XX. La más antigua data de 1567.
Su estructura cerrada tomó cuerpo en el siglo XVI, taponando las calles con puertas defensivas. Junto a la iglesia, se encuentra el Portalet a la sazón magnífico mirador orientado a poniente.
Destacan en el conjunto lo Castell, colosal torre de 4 plantas con hermosos vanos que erigieron los condes de Robres, y el templo de la Asunción de Ntra. Señora perteneciente al Románico de transición, ampliado en el siglo XVI, cuando se construyeron algunas capillas, y con portada del siglo XIX, realizada en 1808.
En los alrededores se encuentran los pueblos abandonados de Sant Peri, les Llenques, con la ermita de San Isidro, Salgar y Penella, así como también la ermita románica de la Virgen de Vilavella.
Merece la pena visitar las Cuevas de Salgà, la Cueva Oscura en la Font de la Vila, Penyarroia, el Congost –entre Baldellou y Camporrells– y el pantano de Santa Ana.

## Economía
Su principal fuente de ingresos la representa la ganadería y actividades de agricultura, si bien en los últimos años se está potenciando el turismo ecológico.

### Evolución de la deuda viva municipal
| Gráfica de evolución de Deuda viva del Ayuntamiento de Baldellou entre 2008 y 2019                                |
| |
| Deuda viva del Ayuntamiento de Baldellou en miles de Euros según datos del Ministerio de Hacienda y Ad. Públicas. |

## Administración y política
| Período   | Alcalde                       | Partido |  |
| --------- | ----------------------------- | ------- |  |
| 1979-1983 | Manuel Berñé Fantova          | UCD     |  |
| 1983-1987 | Manuel Berñé Fantova          |         |  |
| 1987-1991 | José Benabarre                | PSOE    |  |
| 1991-1995 |                               | PSOE    |  |
| 1995-1999 |                               | PSOE    |  |
| 1999-2003 |                               | PSOE    |  |
| 2003-2007 |                               | PSOE    |  |
| 2007-2011 | Jesús Enrique Lumbiarres Puso | PSOE    |  |
| 2011-2015 | Jesús Enrique Lumbiarres Puso | PSOE    |  |
| 2015-2019 | David Grau                    | PSOE    |  |

| Partido político    | Partido político                                   | 2003   | 2007   | 2011   | 2015   | 2019   | 2023   |
| Partido político    | Partido político                                   | Ediles | Ediles | Ediles | Ediles | Ediles | Ediles |
|                     | Partido de los Socialistas de Aragón (PSOE-Aragón) | 4      | 4      | 4      | 3      | 2      | 1      |
|                     | Partido Aragonés (PAR)                             | —      | 1      | 1      | 0      | 0      | 0      |
|                     | Chunta Aragonesista (CHA)                          | —      | 0      | 0      | 0      | —      | 0      |
|                     | Partido Popular de Aragón (PP)                     | 1      | 0      | 0      | 0      | 1      | 2      |
| Total de concejales | Total de concejales                                | 5      | 5      | 5      | 3      | 3      | 3      |

| Partido político                                   | 2023     | 2023  | 2023       | 2019  | 2019  | 2019       | 2015  | 2015  | 2015       | 2011  | 2011  | 2011       | 2007  | 2007  | 2007       |
| Partido político                                   | %        | Votos | Concejales | %     | Votos | Concejales | %     | Votos | Concejales | %     | Votos | Concejales | %     | Votos | Concejales |
| Partido Popular de Aragón (PP)                     | No disp. | 28    | 2          | 31,52 | 29    | 1          | 0     | 0     | 0          | 11,58 | 11    | 0          | 8,51  | 8     | 0          |
| Partido de los Socialistas de Aragón (PSOE-Aragón) | No disp. | 28    | 1          | 33,69 | 31    | 2          | 81,94 | 59    | 3          | 57,89 | 55    | 4          | 52,13 | 49    | 4          |
| Partido Aragonés (PAR)                             | No disp. | 14    | 0          | 1,08  | 1     | 0          | 12,5  | 9     | 0          | 25,26 | 24    | 1          | 30,85 | 29    | 1          |
| Chunta Aragonesista (CHA)                          | No disp. | 0     | 0          | –     | –     | –          | 5,56  | 4     | 0          | 28,42 | 27    | 0          | 7,45  | 7     | 0          |

## Demografía
Baldellou cuenta con una población de 82 habitantes (INE 2024).
| Gráfica de evolución demográfica de Baldellou entre 1842 y 2021 |
| |
| Población de derecho según los censos de población del INE Población de hecho según los censos de población del INEEn estos censos se denominaba Baldellon: 1842, 1857 y 1860 |

## Monumentos

### Monumentos religiosos
Iglesia de la Asunción de Nuestra Señora.
Entre los edificios más interesantes de Baldellou, destaca la bella iglesia románica de transición (siglo XIII), dedicada a la Asunción; la planta original es de nave única cubierta con bóveda de cañón apuntado, precedida de amplio presbiterio, también apuntado y rematada por ábside de tambor cubierto con bóveda de cuarto de esfera, realizada con sillares de cuidadosa ejecución y colocación.
Ermita de la Virgen de Vilavella.
Situada a 1 km del casco urbano, orientada hacia la población y rodeada de pinos, olivos y almendros se encuentra esta ermita románica del siglo XII.
De una única nave, conserva 2 bellos arcos centrales pero no así la imagen original de la Virgen de Vilavella que fue destruida durante la guerra civil española.
Un amplio porche frontal añadido en épocas posteriores completa el conjunto.

### Monumentos civiles
Torreón del Pubill
El Torreó del Pubill, es una gran torre señorial que se alza sobre un extremo rocoso del montículo donde se asienta la villa. Es una maciza construcción de sillería que conforma una planta rectangular de unos catorce por nueve metros de lado y casi treinta metros de altura, cuyo muro externo reviste parcialmente las rocas de su base.
Interiormente, se estructura en cuatro plantas superpuestas a las que se accede mediante una escalera de piedra adosada al muro, los techos eran abovedados y decorados, pero se encuentran medio caídos.

## Cultura
En cuanto a la gastronomía, entre los platos más interesantes a degustar merecen especial mención:
- Recapte de adobo.
- Tomate con huevo.
- El pollo a la cazuela.

Si se visita la localidad es recomendable hacerse con algunos manjares locales: la longaniza seca, los bullets o los panadons de miel, de calabaza o de espinacas.

### Fiestas
- 15 de mayo, Fiesta de San Isidro

- 15 de agosto, Fiesta Mayor en honor de Ntra. Señora

### Ocio
La primera semana de mayo se realiza un encuentro de grupos de reconstrucción histórica de la Segunda Guerra Mundial.